# Erik Matthijs
Erik Matthijs, né le 12 janvier 1949 à Lembeke est un homme politique belge flamand, membre du CD&V.
Il est docteur vétérinaire, marié et père de 4 enfants (Ann-Marie, Matthias, Nicholas et Nathalie).

## Fonctions politiques
- 1983-     Conseiller communal à Eeklo
- 1986-1989 Échevin à Eeklo
- 1992-1995 Sénateur belge coopté
- 1995-2006 Bourgmestre d'Eeklo
- 1995-2009 Député au Parlement flamand
- 2007-     Échevin de Culture à Eeklo

## Distinctions
- Chevalier de l'Ordre de Léopold (1999)